# Körömi Attila
Körömi Attila (Hódmezővásárhely, 1959. augusztus 4. –) magyar üzemgazdász, politikus, országgyűlési képviselő.

## Életpályája

### Iskolái
1977–1980 között a Kereskedelmi és Vendéglátóipari Főiskola hallgatója volt.

### Pályafutása
1980–1981 között a Hódmezővásárhely és Vidéke ÁFÉSZ előadója volt. 1981–1984 között a Baranya Megyei Élelmiszer-kereskedelmi Vállalat hálózati ellenőre volt. 1984–1990 között a Csemege Kereskedelmi Vállalat áruházvezető-helyettese volt. 1990–1991 között az APEH Baranya Megyei Felügyelőségén főrevizorként dolgozott. 1995–1996 között a Mahir Pécs Kft. ügyvezetője volt. 1997–1998 között a Hungária Biztosító Rt. nyugdíjpénztári referense volt. 

### Politikai pályafutása
1990–2002 között pécsi önkormányzati képviselő volt. 1990–2004 között a Fidesz tagja volt. 1991–1995 között a Fidesz Baranya megyei irodavezetője volt. 1994-ben és 2006-ban országgyűlési képviselőjelölt (Fidesz illetve független) volt. 1998–1999 között, valamint 2002-ben a Számvevőszéki bizottság tagja volt. 1998–2004 között a Fidesz pécsi városi elnöke volt. 1998–2006 között országgyűlési képviselő (Baranya megye; 1998–2004: Fidesz; 2004–2006: Független) volt. 1999–2004 között a Honvédelmi bizottság tagja volt. 2000–2001 között az országgyűlési képviselők vagyoni helyzetét vizsgáló bizottság tagja volt. 2004–2006 között a Rendészeti bizottság tagja volt. 2004-től a Jobbik Magyarországért Mozgalom tagja volt. 2006-ban visszavonult a politikától. 2017-ben visszatért a Momentum elnökségébe. 2020–2021 között a Momentum Mozgalom elnökségi tagja volt.